# إدموند إل. بيتس
إدموند إل. بيتس هو سياسي أمريكي، ولد في 23 مايو 1839 في Yates, New York ‏ في الولايات المتحدة، وتوفي في 11 يوليو 1898. نشط حزبياً في الحزب الجمهوري. وقد انتخب عضو جمعية ولاية نيويورك ‏ وانتخب عضو مجلس ولاية نيويورك ‏.